# Hotel Donauwalzer

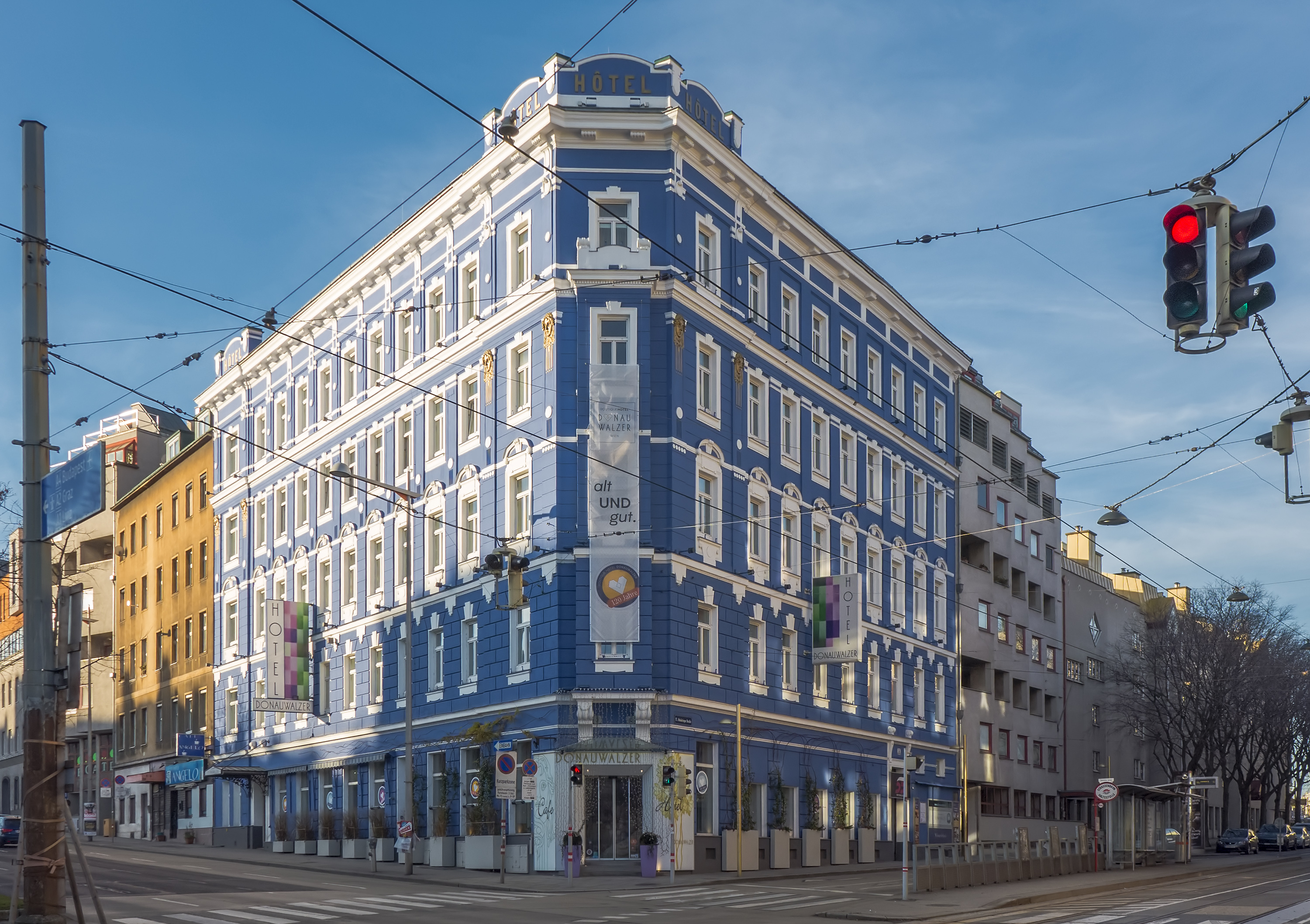
Hotel Donauwalzer

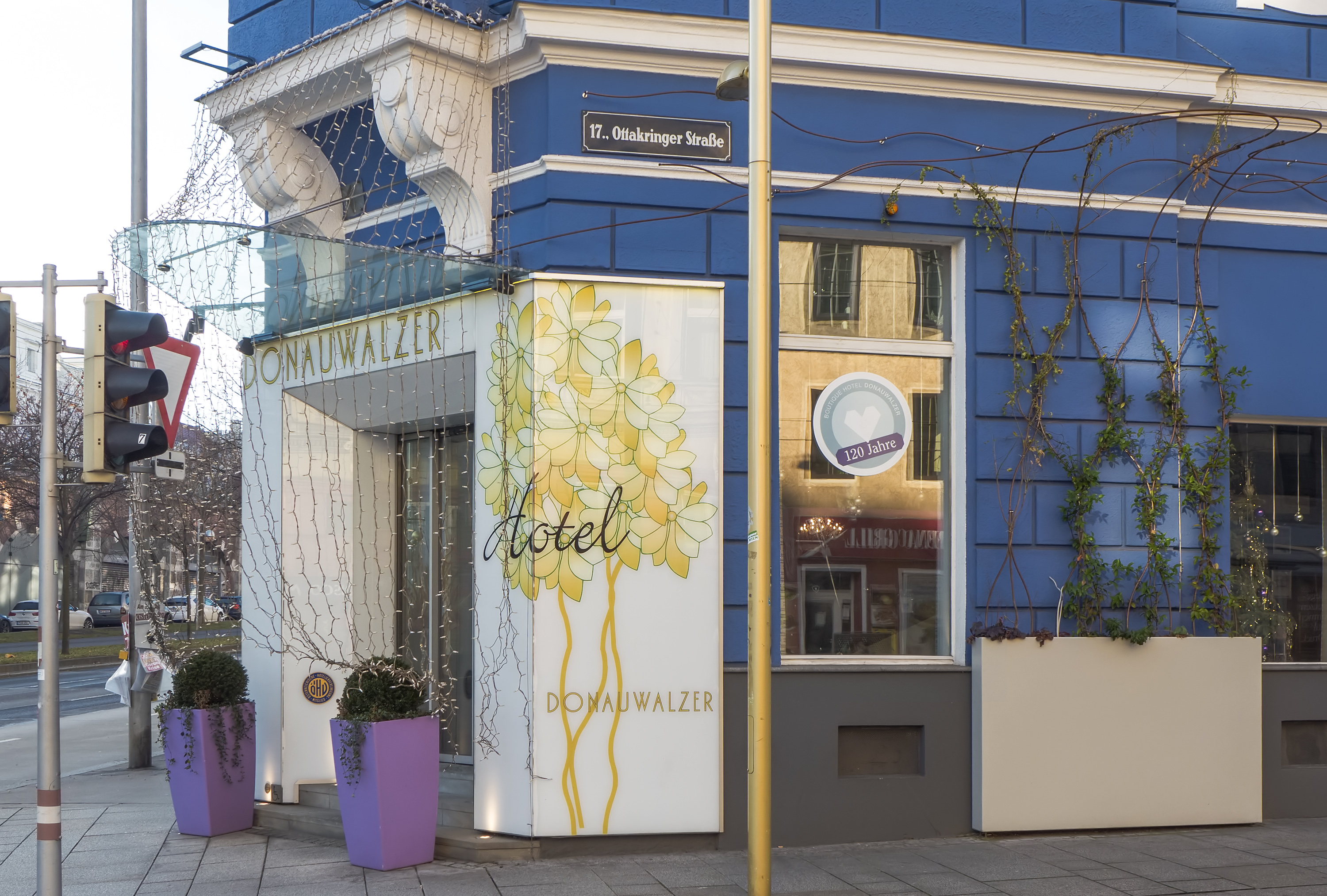
Der Eingang am Hernalser Gürtel

„Das neue Hotel Zur Stadt Frankfurt“ („Illustrirtes Wiener Extrablatt“, 1. September 1901)

Das Hotel Donauwalzer (vormals Hotel zur Stadt Frankfurt) ist ein Boutique-Hotel in Wien. Es liegt am Gürtel im Bezirk Hernals und wurde 1901 im Baustil des Art déco errichtet.

## Geschichte
Erste urkundliche Erwähnungen von der Errichtung eines kleinen ebenerdigen Hauses (Konskriptionsnummer 1556) mit einem großen Weingarten auf der Parzelle Nr. 330 – heute Ottakringer Straße 5 – in Wien-Hernals finden sich in Geschichtsbüchern des Bezirkes datiert mit 1850. Der damalige Besitzer, der Baumeister Friedrich Thelemann, entwarf für diese Gründe, die sich zwischen der Hernalser Linie und Neulerchenfeld befanden, einen Parzellierungsplan, der als Grundlage für die Erbauung einer zweiten Ringstraße, dem heutigen Gürtel, der die damaligen Vorstädte rund um Wien umspannen sollte, diente. In den 1850er Jahren erwarb der Weinhändler und Wirt Vincenz Prey das Grundstück und gründete dort das Gasthaus „Zur Stadt Frankfurt“, in unmittelbarer Nähe zum Kasino Unger (später Kasino Elterlein). Der Bezirk Hernals gehörte zu diesem Zeitpunkt noch zur Vorstadt von Wien und entwickelte sich zu einem beliebten Ausflugs- und Vergnügungsviertel. Im an der ersten Wiener Pferdestraßenbahn gelegenen Gasthaus „Zur Stadt Frankfurt“ fanden täglich Konzerte, Bälle und Soiréen statt; Volkssänger wie Karl Kampf, Ignaz Weiß, Johann und Karl Hirsch traten auf. Die Eröffnungsfahrt der ersten Pferdetramway auf der Strecke Schottenring–Dornbach fand am 4. Oktober 1865 statt. Die Haltestelle am ehemaligen Linienwall lag direkt vor dem Eingang des heutigen Hotels Donauwalzer. Vincenz Prey baute den Gasthof zu einem Hotel aus. Um 1900 ließ er das alte Gebäude abreißen und errichtete ein neues Hotel nach zeitgemäßen Standards. Im Herbst 1901 eröffnete das neugebaute Hotel „Zur Stadt Frankfurt“ und wurde in einem zeitgenössischen Text wie folgt beschrieben:

„Das neue Hotel „Zur Stadt Frankfurt“ am Hernalsergürtel, Ecke der Ottakringerstraße.
Das alte Hotel „Zur Stadt Frankfurt“ draußen am Beginne der Ottakringerstraße wurde im Jahre 1860 von Herrn Vincenz Prey begründet und seit dieser Zeit ununterbrochen von demselben geführt, doch war dieses beliebte Haus dem gesteigerten Verkehre der Jetztzeit nicht mehr gewachsen, – und so entschloß sich vor etwas mehr als Jahresfrist der Besitzer Herr Prey zu einem Neubau, den Anforderungen der Gegenwart entsprechend, welcher, da er nun vollendet ist, sich als wahrer Prachtbau präsentiert. Wien hat wieder ein großes, schönes Hotel mehr. Vis-a-vis den Stadtbahnstationen Alserstraße und Josephstädterstraße gelegen, inmitten einer großen Verkehrsperipherie, ist mit diesem Hotel einem Bedürfnisse der Reisenden abgeholfen. Das neue Haus, mit einem Lift versehen, welches vier Stockwerke hoch ist, besitzt 58 schön eingerichtete Fremdenzimmer. Im Parterre befinden sich die geräumigen Speiselocalitäten, im Souterrain eine schöne Kegelbahn und weiter abwärts bergen große Keller die dort aufgestapelten Vorräthe an Getränken; insbesonders der Weinkeller ist eine Sehenswürdigkeit. Zu der Schaffung dieses neuen Hotels ist Herrn Vincenz Prey zu gratulieren, welcher dasselbe im Vereine mit seinen Söhnen Theodor und Heinrich führen wird. Die Eröffnung des neuen Hauses findet Samstag, den 7, d. M. (des Monats) statt, und wird Jeder, der daselbst absteigt, zufriedengestellt werden.“

1907 starb Vincenz Prey im Alter von 80 Jahren als „ältester Hotelier von Wien“. Sein Sohn Theodor führte das Hotel weiter. Nach dem Tod von Theodor Prey 1931 übernahm seine Frau Theresia Prey (geborene Feiertag) die Leitung des Hotels. Das Hotel wurde während des Zweiten Weltkrieges stark beschädigt, danach renoviert und der Betrieb von der Familie Prey wieder aufgenommen.
Die Hotelier-Familie Kluss erwarb das Hotel „Zur Stadt Frankfurt“ im Jahr 1985, renovierte es, ließ die Original-Außenfassade rekonstruieren und führt es seitdem unter dem Namen „Hotel Donauwalzer“.  Das Hotel verfügt über 74 Zimmer, davon 21 sogenannte „Wiener Originale“, die von Wiener Traditionsunternehmen gestaltet wurden.